# Eocasea

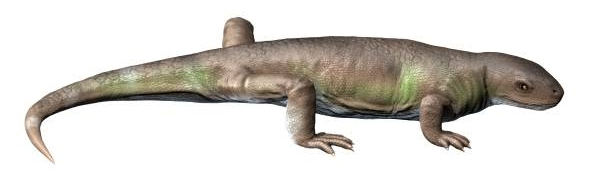
реконструкція

Eocasea — вимерлий рід синапсидів казеїд з пізнього пенсільванського періоду Канзасу. Відомий з одного типового виду Eocasea martini.

## Опис
Eocasea є найдавнішим і найбазальнішим представником Caseidae, якому бракує багатьох спеціалізованих анатомічних особливостей, які характеризують пізніших членів групи. Казеїди відомі тим, що вони були однією з перших груп чотириногих, які еволюціонували як травоїдні; таксони з великим тілом, такі як Casea та Cotylorhynchus, мають бочкоподібні грудні клітки та листоподібні зазубрені зуби, які є чіткими пристосуваннями для розщеплення рослинної целюлози. Eocasea відрізняється від цих таксонів вузькою грудною кліткою, простими конусоподібними зубами та значно меншим розміром тіла. Усе це є плезіоморфними ознаками для синапсидів, що означає, що Eocasea успадкувала м'ясоїдний спосіб життя від хижих предків синапсидів з такими ж дрібними тілами. Як найдавніша відома казеїда, Eocasea являє собою один із перших переходів від м'ясоїдності до травоїдності у чотириногих.